# Kinétochore
Le kinétochore est un assemblage supramoléculaire de protéines au niveau des régions centromériques des chromosomes mitotiques. Il existe deux kinétochores par centromère pouvant chez les mammifères interagir avec 20 à 40 microtubules.
L'attachement des microtubules sur les kinétochores se fait à la partie positive des microtubules kinétochoriens au cours de la prométaphase et permet le placement des chromosomes sur le plan équatorial. Il permet aussi en partie le partage des chromosomes en deux lots identiques au cours de la métaphase et de l'anaphase, mais il est associé au mécanisme des microtubules polaires. On parle d'anaphase A pour le mécanisme dû aux microtubules kinétochoriens et d'anaphase B pour le mécanisme dû aux microtubules polaires.
Les kinétochores jouent un rôle actif sous deux formes dans le mouvement anarchique des chromosomes permettant leur placement sur le centre de la plaque équatoriale (ou métaphasique). La position des kinétochores change selon la division cellulaire: ils sont en position amphitélique dans le cas de la mitose (et d'une seconde division de méiose) et syntélique dans le cas d'une première division de méiose.
- Il permet une dépolymérisation active (sûrement à l'aide d'ATP) au niveau de l'extrémité positive du microtubule entraînant le raccourcissement de ce microtubule. On sait que le microtubule dépolymérise spontanément dans le milieu intracellulaire mais la présence du kinétochore fait que 80 % de la dépolymérisation se fait au niveau de l'extrémité positive.
- L'autre mécanisme est lié au transport actif (ATP) des chromosomes sur les microtubules par des kinésines et des dynéines.

L'anaphase A, où les chromosomes migrent, fait intervenir le premier mécanisme de dépolymérisation active. On sait que la force de cette action est 10 000 fois supérieure à la vitesse de migration des chromosomes (1 µm/min) que l'on devrait avoir réellement. Cela est dû à une autre force (appelée vent astral ou polaire) qui s'opposerait à cette dépolymérisation et qui servirait aussi à mettre les chromosomes sur le plan équatorial.

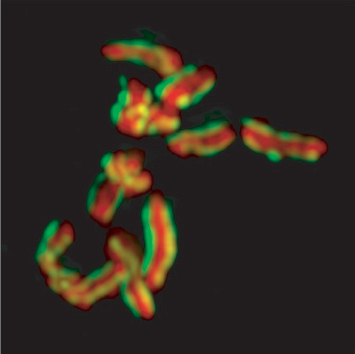
Caryotype de Caenorhabditis elegans (ADN en rouge / Kinétochores en vert). Les centromères des chromosomes holocentriques s’étendent sur toute la longueur des chromosomes. Peu fréquents chez les espèces couramment étudiées (à l’exception de C. elegans), jamais observés chez les vertébrés, les chromosomes holocentriques sont néanmoins répandus chez les protozoaires, plusieurs phylums d’invertébrés et quelques plantes.